# Nannoparce balsa
Nannoparce balsa är en fjärilsart som beskrevs av William Schaus 1932. Nannoparce balsa ingår i släktet Nannoparce och familjen svärmare. Inga underarter finns listade i Catalogue of Life.